# Ravni Šort
Ravni Šort (en serbe cyrillique : Равни Шорт) est un village de Serbie situé dans la municipalité de Kuršumlija, district de Toplica. Au recensement de 2011, il comptait 32 habitants.

## Démographie
| 1948 | 1953 | 1961 | 1971 | 1981 | 1991 | 2002 | 2011 |
| ---- | ---- | ---- | ---- | ---- | ---- | ---- | ---- |
| 448  | 473  | 418  | 264  | 184  | 103  | 51   | 32   |

|  |